# 1722 Goffin
1722 Goffin este un asteroid din centura principală, descoperit pe 23 februarie 1938, de Eugène Delporte.